# Pieuses Maîtresses Venerini
Les Pieuses Maîtresses Venerini (en latin : Magistrarum Piarum Venerini) forment une congrégation religieuse féminine enseignante de droit pontifical.

## Historique
En 1692, le cardinal Marcantonio Barbarigo, évêque du diocèse de Montefiascone confie à Rosa Venerini (1656-1728) la tâche d'ouvrir des écoles publiques pour les filles dans son diocèse, Rosa commence en 1685 à se consacrer à l'éducation des femmes à Viterbe où elle avait déjà ouvert des écoles libres.
En 1707, sa disciple Lucia Filippini ouvre une école autonome à Rome donnant lieu à une nouvelle congrégation d'enseignante sous le nom de Pieuses Maîtresses Filippini.
Les maîtresses Venerini se développent comme société de vie apostolique puis sont reconnues comme congrégation religieuse de droit diocésain le 20 juillet 1923 et ses constitutions religieuses approuvées le 13 juin 1926.

## Activités et diffusion
Les maîtresses Venerini se consacrent à l'éducation.
Elles sont présentes en : 
- Europe : Italie, Albanie, Roumanie.
- Amérique : Brésil, Chili, États-Unis, Venezuela.
- Afrique : Cameroun, Nigeria.
- Asie : Inde.

La maison généralice est à Rome.
En 2017, la congrégation comptait 390 sœurs dans 67 maisons.